# Sylvain Peeters
Sylvain Louis Julien Peeters (Hechtel, 9 oktober 1947) is een Belgisch bestuurder.

## Levensloop
In 1970 ging Sylvain Peeters aan de slag bij de toenmalige BRT. In 2007 verliet hij de Vlaamse openbare omroep (VRT). Vervolgens was hij aan de slag bij de Vlaamse Opera en het Paleis voor Schone Kunsten te Brussel. Van 2003 tot 2012 was hij voorzitter van het Willemsfonds. Tevens was hij een tijdlang ondervoorzitter van Het Vrije Woord, de Belgische vrijzinnige televisieomroep.
Op 24 maart 2012 volgde hij Sonja Eggerickx op als voorzitter van de Unie Vrijzinnige Verenigingen (UVV), een mandaat dat verlengd werd in 2015. In maart 2018 werd hij opgevolgd door Freddy Mortier.